# Capitites ramulosa
Capitites ramulosa är en tvåvingeart som först beskrevs av Friedrich Hermann Loew 1844.  Capitites ramulosa ingår i släktet Capitites och familjen borrflugor. Inga underarter finns listade.